# Princess Kasune
công chúa Kasune Zulu (sinh ngày 12 tháng 11 năm 1975) là một chính trị gia Zambia và là thành viên của Quốc hội Zambia từ năm 2016. Bà là một nhà hoạt động phòng chống AIDS nổi tiếng, đại biểu Quốc hội đầu tiên tuyên bố bà đang sống với tình trạng này.

## Tiểu sử
công chúa Kasune sinh ngày 12 tháng 11 năm 1975  tại Kabwe, con gái của một chỉ huy lực lượng cảnh sát đường sắt Zambian. Bà được nuôi dưỡng và giáo dục như một người công giáo La Mã.
Vào cuối những năm 1980, khi bắt đầu dịch AIDS ở Zambia, mẹ bà qua đời do hội chứng, nhanh chóng theo cha. công chúa Kasune kết hôn khi bà 17 tuổi; Người chồng lớn tuổi của bà, Moffat Zulu, đã qua đời, đã mất hai người vợ trước của mình vì AIDS. Năm 1997, bà đã làm một xét nghiệm AIDS cho thấy kết quả dương tính, khiến bà bắt đầu một cuộc sống hoạt động vì AIDS.
Ban đầu, bà đã thực hiện một cách tiếp cận độc đáo bằng cách cho sự xuất hiện của một bà gái điếm và đi thang máy với những người lái xe tải đường dài, sau đó bà sẽ giảng về tầm quan trọng của việc sử dụng bao cao su. Bà được bổ nhiệm làm đại sứ cho Chương trình Hy vọng của World Vision International, và trong thời gian đó, anh đã tới Mỹ vào năm 1993 để gặp Tổng thống George HW Bush; anh ấy chào bà ấy bằng một nụ hôn trên cả hai má dẫn đến tiêu đề ở Zambia và trên khắp châu Phi. Bà cũng được chọn làm đại biểu trong chuyến lưu diễn "Phụ nữ và AIDS Hoa Kỳ năm 2005: Trao quyền cho phụ nữ, Cứu sống", do Liên Hợp Quốc tài trợ. Bà là người dẫn chương trình phát thanh tích cực, liên quan đến ahealth.
Năm 2016, bà được bầu làm đại biểu Quốc hội Zambia cho khu vực bầu cử của Keembe, với tư cách là thành viên của Đảng Phát triển Quốc gia. Là một trong những hành động sớm nhất của bà trong Hội đồng, bà tuyên bố bà đã sống chung với HIV từ năm 1997 - thành viên hội đồng đầu tiên tuyên bố tình trạng HIV của họ.
Tiểu sử của công chúa Kasune trên trang web của Quốc hội Zambia tuyên bố rằng bà có bằng Thạc sĩ về Thiên tính và Thạc sĩ Quản trị Phi lợi nhuận.